# Zoran Lilić
Zoran Lilić (em sérvio cirílico: Зоран Лилић, nascido em 27 de agosto de 1953, Brza Palanka, Sérvia, então Iugoslávia) é um político sérvio de ascendência romena por parte de sua mãe. Atuou como Presidente da Assembleia Nacional da Sérvia em 1993, e como Presidente da República Federal da Iugoslávia entre 1993 e 1997.
Foi um deputado do Partido Socialista da Sérvia (SPS) na Assembleia Nacional da Sérvia, e então se tornou presidente da Assembleia Nacional. Foi eleito presidente da República Federal da Iugoslávia após Dobrica Ćosić ser forçado a renunciar. Permaneceu à frente da Terceira Iugoslávia até 1997, embora seja geralmente entendido que era um fantoche para presidente sérvio Slobodan Milošević.
Em 1997, Milošević retirou-se da presidência sérvia, e foi eleito para a presidência federal. Lilić tornou-se o candidato do SPS para suceder Milošević como presidente da Sérvia. Após um segundo turno sem sucesso com Vojislav Šešelj, se tornou vice-presidente do Governo Federal no gabinete de Momir Bulatović, e permaneceu neste cargo até abril de 1999. Ano que foi nomeado assessor do Presidente da República Federal da Iugoslávia, Slobodan Milošević, para as relações econômicas com a Croácia.
Em 2000 deixou o SPS para fundar o Partido Social-Democrata Sérvio, que afirma estar seguindo as ideias de Svetozar Marković. Seu partido não teve sucesso nas eleições.